# Herb Jamajki
Herb Jamajki – herb Jamajki obowiązujący od 1957 roku. Został oparty na herbie przyznanym Jamajce w 1661 roku przez Wielką Brytanię. 

## Historia
Herb został nadany w 1661 roku Jamajce przez Wielką Brytanię jako jednemu z pierwszych państw kolonialnych będących pod jego panowaniem. Jego projektantem był arcybiskup Canterbury William Sancroft. Znajdowało się na nim motto Indus Uterque Serviet Uni (Dwaj Indianie będą służyć jednemu Panu). Herb modyfikowany był w 1957 i 1962 roku. W 1962 roku zmieniono motto na Out of Many, One People.

1875–1906
1906–1957
1957–1962

## Opis
Herb przedstawia umieszczony na srebrnej tarczy czerwony krzyż grecki, a na nim pięć złotych owoców ananasa. Tarczę podtrzymuje para Arawaków, rdzennych mieszkańców wyspy, kobieta  z koszem owoców i mężczyzna  z łukiem. Ananasy są symbolem rolnictwa - podstawowej gałęzi gospodarki. W klejnocie znajduje się krokodyl amerykański (Crocodylus acutus) na belce. Mity niektórych ludów Ameryki Środkowej przypisują mu stworzenie świata. Koszyk owoców, oznacza gościnność wobec turystów. Podobnie wygląda flaga premiera Jamajki. Motto na wstędze: Z wielu narodów - jeden.